# Gianni da Calais
Gianni da Calais (oder: Gianni di Calais) ist eine Opera semiseria (original: melodramma semiserio) in drei Akten von Gaetano Donizetti auf einen Text von Domenico Gilardoni. Sie wurde am 2. August 1828 am Teatro del Fondo in Neapel uraufgeführt, mit Giovanni Battista Rubini und Antonio Tamburini in den beiden männlichen Hauptrollen.
Die Oper sollte nicht mit Donizettis Oper Gianni di Parigi verwechselt werden, die er ebenfalls für Rubini schrieb.

## Inhalt
Die Königstochter Metilde ist Jahre zuvor geflüchtet und untergetaucht, weil sie mit dem üblen Rogiero verheiratet werden sollte, den sie nicht liebt. Inzwischen hat sie sich in den Reeder Gianni verliebt und ihn geheiratet, beide haben einen kleinen Sohn Ermanno. Gianni kennt die wahre Identität Metildes nicht, er weiß nicht, dass er „unstandesgemäß“ mit einer Prinzessin verheiratet ist und hat auf dem Segel seines Schiffes ein riesiges Porträt seiner geliebten Frau.
Metilde beabsichtigt mittlerweile, zu ihrem Vater, dem König von Portugal, zurückzukehren und ihm die Wahrheit über ihr Leben und ihren Ehemann anzuvertrauen. Zu ihren Vertrauten gehören Adelina und der geheimnisvolle Rustano, die als einzige von Metildes Vergangenheit und ihrer komplizierten Lebenssituation wissen und die ihr zu helfen versuchen. Rustano ist auch der allerbeste Freund von Gianni.
Es ergeben sich zahlreiche Probleme und Verwicklungen, da anfangs weder der König noch Gianni erfreut sind, als sie die Wahrheit erfahren. Gianni glaubt zudem, dass er die sozial weit über ihm stehende Metilde und seinen Sohn nun wird aufgeben müssen. Besonders verärgert ist Rogiero, der machtgierige Ex-Verlobte Metildes, der einerseits auf den Thron will, andererseits ein Mordkomplott gegen Gianni und seinen Sohn schmiedet. Dieses kann jedoch durch die Hilfe des klugen und gewitzten Rustano verhindert werden und am Ende wird doch Alles gut.

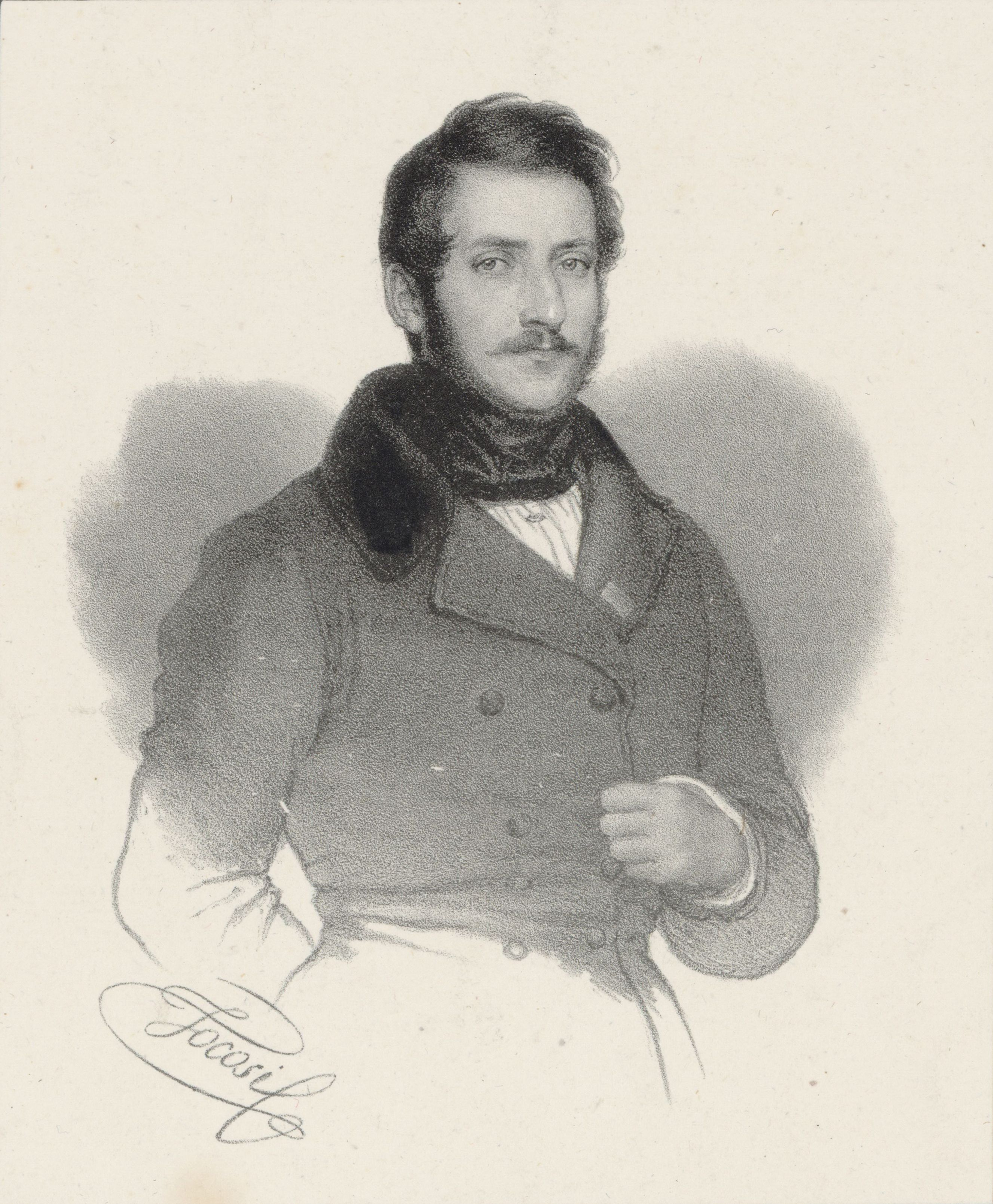
Gaetano Donizetti (1830)

## Werkgeschichte
Gianni da Calais war die erste Oper Donizettis nach seiner Heirat mit Virginia Vasselli (1. Juni 1828). Das Libretto basiert auf dem Melodrama Jean de Calais (1810) von Louis-Charles Caigniez.
Die Uraufführung im neapolitanischen Teatro del Fondo am 2. August 1828 war ein vielversprechender Erfolg, nicht zuletzt dank dem berühmten Tenor Giovanni Battista Rubini in der Titelrolle des Gianni und Antonio Tamburini als Rustano, dessen Barcarole im ersten Akt besonders gefiel. In den anderen Rollen sangen: Rubinis Frau Adelaide Comelli-Rubini (Metilde), Michele Benedetti (König), Filippo Tati (Rogiero), Maria Carraro (Adelina), Giovanni Pace (Guido), Gaetano Chizzola (Corrado), Edvige Ricci (Arrigo) u. a.

Sänger der Uraufführung von 1828
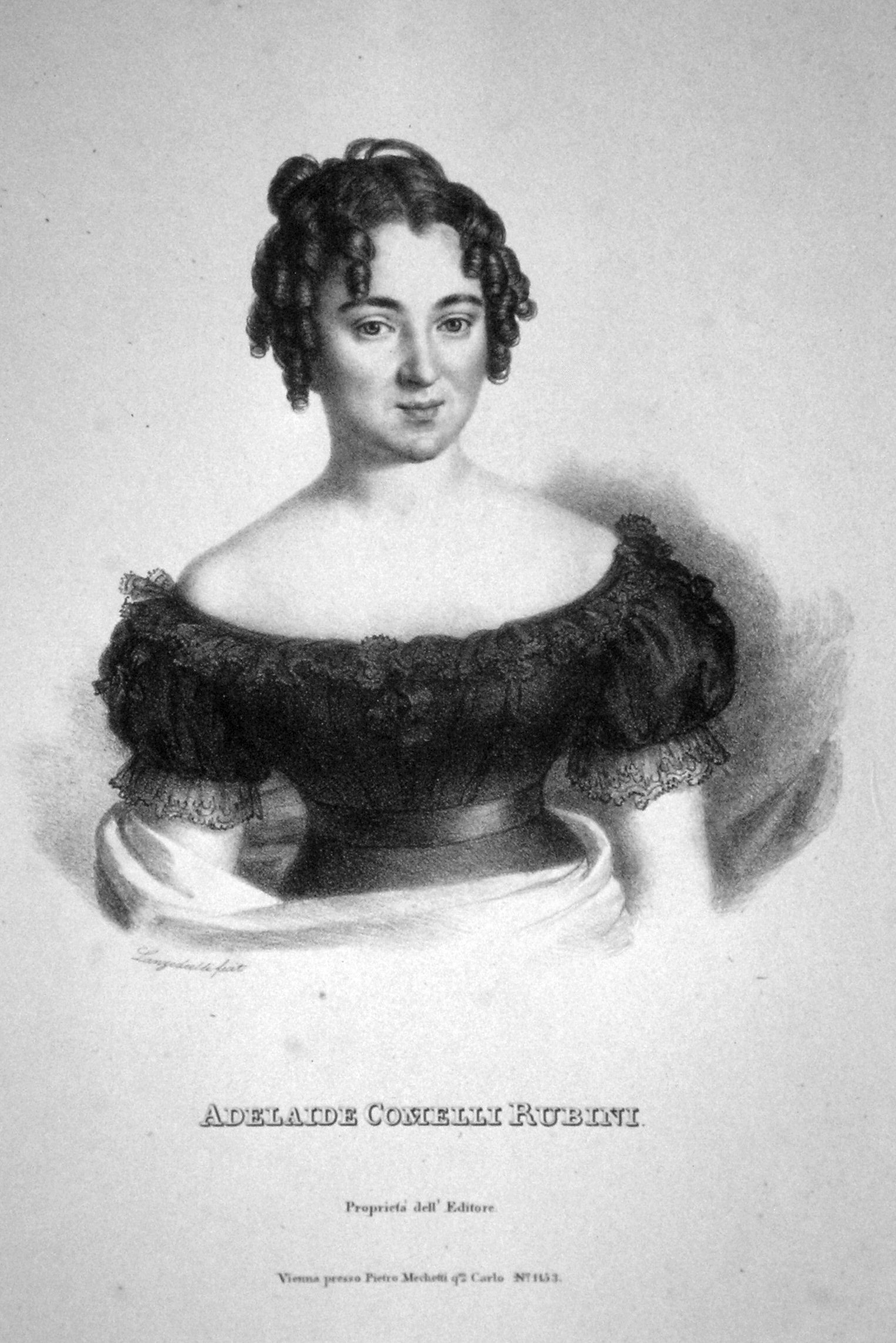
Adelaide Comelli-Rubini (Metilde)
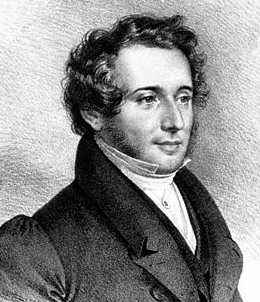
Antonio Tamburini (Rustano)
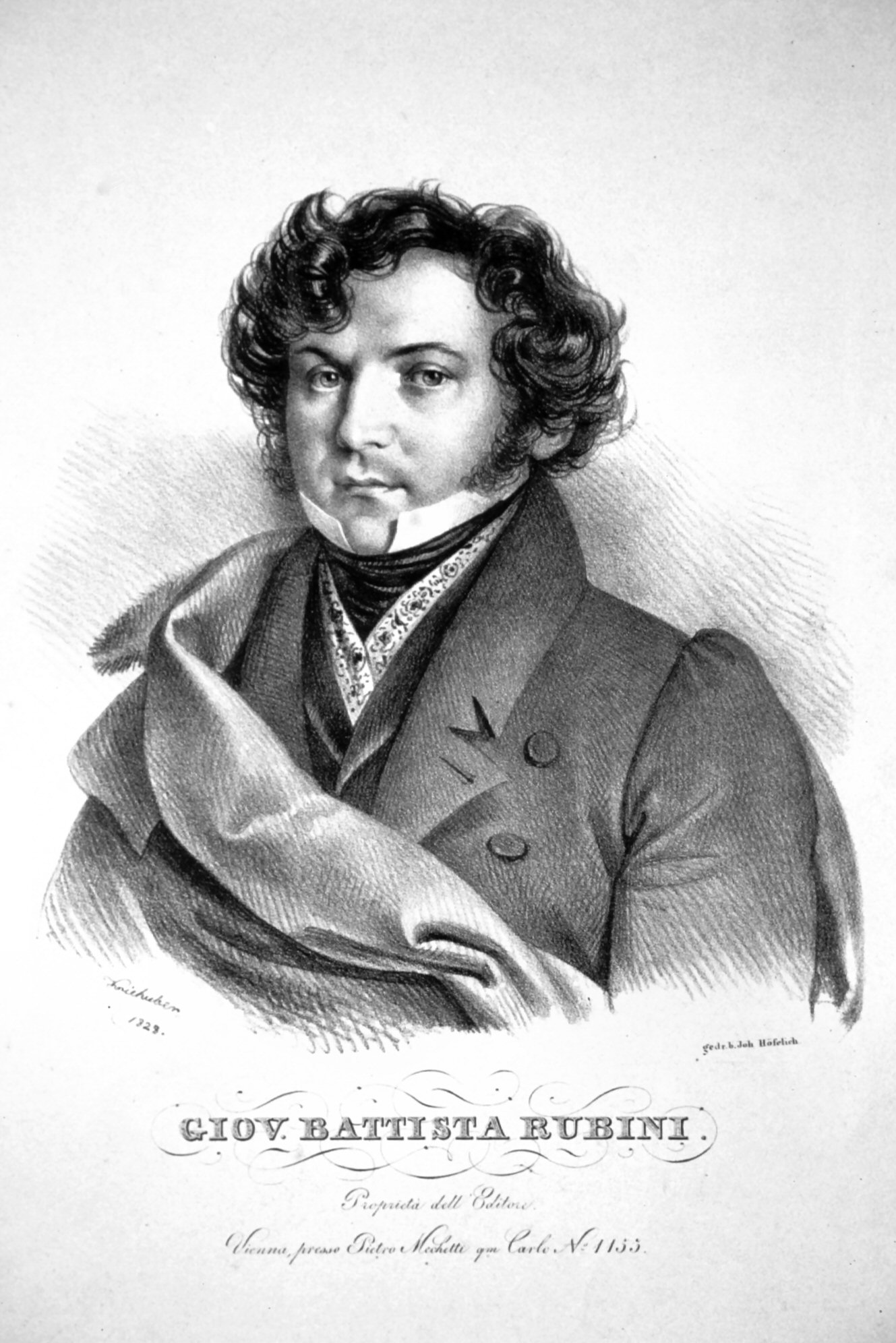
Giovanni Battista Rubini (Gianni)

Die Oper hatte auch 1831 im Mailänder Teatro Carcano großen Erfolg, wo sie kurz nach der Uraufführung von Donizettis Anna Bolena wiederum mit Rubini in der Partie des Gianni aufgeführt wurde. Weniger Glück hatte Rubini in der Rolle jedoch 1833 am Théâtre-Italien in Paris. Das Werk erlebte nur wenige weitere Aufführungen und fiel schnell in Vergessenheit.
Als Donizetti später eine italienische Version von La fille du régiment (1840) machte, verwendete er Giannis Arie aus Akt II als Auftrittsarie für Tonio („Feste? Pompe? Omaggi? Onori?“).
Gianni da Calais gehört zu den ganz wenigen Donizetti-Opern, die bis heute (Stand 2022) noch nicht wiederaufgeführt wurden. Es gibt allerdings CD-Aufnahmen von Rustanos Barcarole „Una barchetta in mar solcando va“ (Akt I, 3), sowie des Sextetts „Tu in grembo all’innocenza“ aus Akt II.

## Aufnahmen
- Cavatina des Rustano (Barcarole; Akt I, 3): „Una barchetta in mar solcando va“, aus: Gianni da Calais (sic !), auf der CD: Vittorio Prato: Il Bravo – Belcanto Arias for Antonio Tamburini,  mit  Vittorio Prato (Bariton), Virtuosi Brunensis, Camerata Bach Choir, Dir.: José Miguel Pérez-Sierra (Illiria/SWR, 2019)
- Sextett (Akt II): „Tu in grembo all’innocenza“ aus: Gianni da Calais, auf der CD: Donizetti: Scenes & Overtures, mit Rockwell Blake, Garry Magee, Majella Cullagh u. a., Geoffrey Mitchell Choir, Philharmonia Orchestra, Dir.: David Parry (Opera Rara ORR 207, 1999)